# Fulham Football Club 2011-2012
Questa voce raccoglie le informazioni riguardanti il Fulham Football Club nelle competizioni ufficiali della stagione 2011-2012.

## Rosa
| N. |                             | Ruolo | Calciatore        |
| -- | --------------------------- | ----- | ----------------- |
| 1  | Australia (bandiera)        | P     | Mark Schwarzer    |
| 2  | Irlanda (bandiera)          | D     | Stephen Kelly     |
| 3  | Norvegia (bandiera)         | D     | John Arne Riise   |
| 4  | Inghilterra (bandiera)      | C     | Steven Sidwell    |
| 5  | Norvegia (bandiera)         | D     | Brede Hangeland   |
| 6  | Irlanda del Nord (bandiera) | D     | Chris Baird       |
| 7  | Russia (bandiera)           | A     | Pavel Pogrebnyak  |
| 8  | Inghilterra (bandiera)      | A     | Andrew Johnson    |
| 9  | Portogallo (bandiera)       | A     | Orlando Sá        |
| 10 | Svizzera (bandiera)         | C     | Pajtim Kasami     |
| 11 | Costa Rica (bandiera)       | A     | Bryan Ruiz        |
| 12 | Inghilterra (bandiera)      | P     | David Stockdale   |
| 13 | Inghilterra (bandiera)      | C     | Danny Murphy      |
| 14 | Svizzera (bandiera)         | D     | Philippe Senderos |

| N. |                             | Ruolo | Calciatore           |
| -- | --------------------------- | ----- | -------------------- |
| 15 | Rep. Ceca (bandiera)        | C     | Marcel Gecov         |
| 16 | Irlanda (bandiera)          | C     | Damien Duff          |
| 18 | Irlanda del Nord (bandiera) | D     | Aaron Hughes         |
| 19 | Mali (bandiera)             | C     | Mahamadou Diarra     |
| 20 | Nigeria (bandiera)          | C     | Dickson Etuhu        |
| 21 | Svizzera (bandiera)         | C     | Kerim Frei           |
| 23 | Stati Uniti (bandiera)      | C     | Clint Dempsey        |
| 25 | Inghilterra (bandiera)      | A     | Bobby Zamora         |
| 26 | Rep. Ceca (bandiera)        | D     | Zdeněk Grygera       |
| 28 | Inghilterra (bandiera)      | D     | Matthew Briggs       |
| 29 | Galles (bandiera)           | C     | Simon Davies         |
| 30 | Belgio (bandiera)           | C     | Moussa Dembélé       |
| 31 | Svezia (bandiera)           | C     | Alexander Kačaniklić |
| 42 | Italia (bandiera)           | A     | Marcello Trotta      |